# Hans Lorenser
Hans Lorenser (* 6. Februar 1916 in Ludwigsburg; † 18. Juli 1989 in Ulm) war ein deutscher Politiker.
Lorenser studierte Volkswirtschaft in Tübingen und schloss das Studium mit der Promotion ab. Er war seit 1954 Erster Bürgermeister und Wirtschaftsdezernent der Stadt Ulm und von 1964 bis 1972 CDU-Landtagsabgeordneter im Landtag von Baden-Württemberg.
Von 1972 bis 1984 war er Oberbürgermeister von Ulm – das erste katholische Stadtoberhaupt seit der Reformation.
Lorenser setzte als Bürgermeister von Ulm Akzente im Schulbau mit dem Bildungszentrum Kuhberg, im wirtschaftlichen Bereich durch die Verlagerung von Industrieunternehmen ins Donautal und im Gesundheitswesen mit der Gründung der Reha-Klinik und der Angliederung der städtischen Krankenanstalten an die Universität. In seiner Amtszeit wurden die Stadtwerke in eine GmbH umgewandelt.
Von 1982 bis 1983 war er zudem Präsident der Deutschen Krankenhausgesellschaft (DKG).

## Würdigung
Lorenser war ebenso wie seine Frau Rosl († 24. Dezember 2009) Ehrenbürger der Stadt Ulm. Die Stadt Ulm benannte eine Straße im Industriegebiet Donautal nach ihm. Auch das Hans-Lorenser-Sportzentrum in der Stadionstraße ist nach ihm benannt. Anlässlich seines 60. Geburtstages wurde er 1976 mit dem Verdienstkreuz 1. Klasse der Bundesrepublik Deutschland ausgezeichnet.
- Großes Bundesverdienstkreuz (1981) mit Stern (1984)
- Komtur des Silvesterordens (1985)
- Verdienstmedaille des Landes Baden-Württemberg (1986)
- Großes Ehrenzeichen der Stadt Linz (1987)